# Noord-Beveland
Noord-Beveland este o comună în provincia Zeelanda, Țările de Jos. Comuna ocupă în întregime teritoriul unei foste insule, actualmente conectată printr-o serie de diguri și poduri cu restul continentului.

## Localități componente
Colijnsplaat, Geersdijk, Kamperland, Kats, Kortgene, Wissenkerke